# Gather & Come
Gather & Come – siedemnasty album studyjny Anthony’ego B, jamajskiego wykonawcy muzyki reggae i dancehall.
Płyta została wydana 25 września 2006 roku przez wytwórnię Penitentiary Records.

## Lista utworów
1. "Fight"
2. "Bad Fi Who"
3. "Let Down"
4. "Out On The Street"
5. "Pumps Pride"
6. "Gather & Come"
7. "Woman Love Vanity"
8. "Election Time"
9. "Keep Your Head"
10. "Street Boy"
11. "Anthony B"
12. "Herb People"
13. "Who A Di Boss"
14. "Bun Dem"
15. "Your So Fine"